# Eukrohnia minuta
Eukrohnia minuta är en djurart som tillhör fylumet pilmaskar, och som beskrevs av R.A. Silas och Srinivasan 1969. Eukrohnia minuta ingår i släktet Eukrohnia och familjen Eukrohniidae. Inga underarter finns listade i Catalogue of Life.